# ورزشگاه دان ولی
ورزشگاه دان ولی (انگلیسی: Don Valley Stadium) یک ورزشگاه فوتبال در شهر شفیلد، انگلستان است.
این ورزشگاه که در سال ۱۹۹۰ ساخته شده در سپتامبر ۲۰۱۳ برای تخریب و نوسازی بسته شده است، ورزشگاه دان ولی سابقاً ورزشگاه خانگی باشگاه فوتبال روترهام یونایتد بوده است.

## نگارخانه

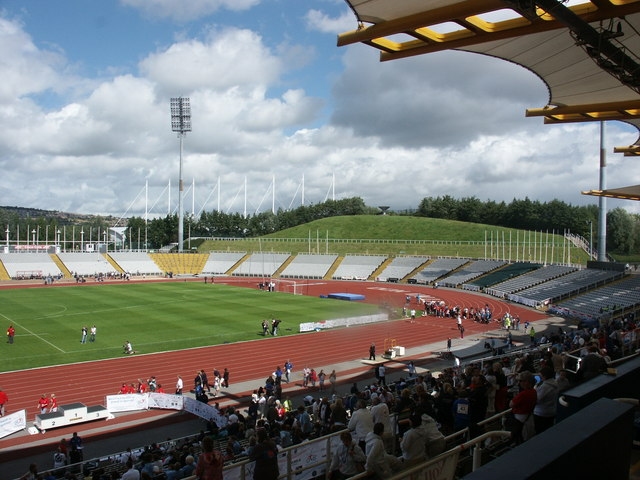
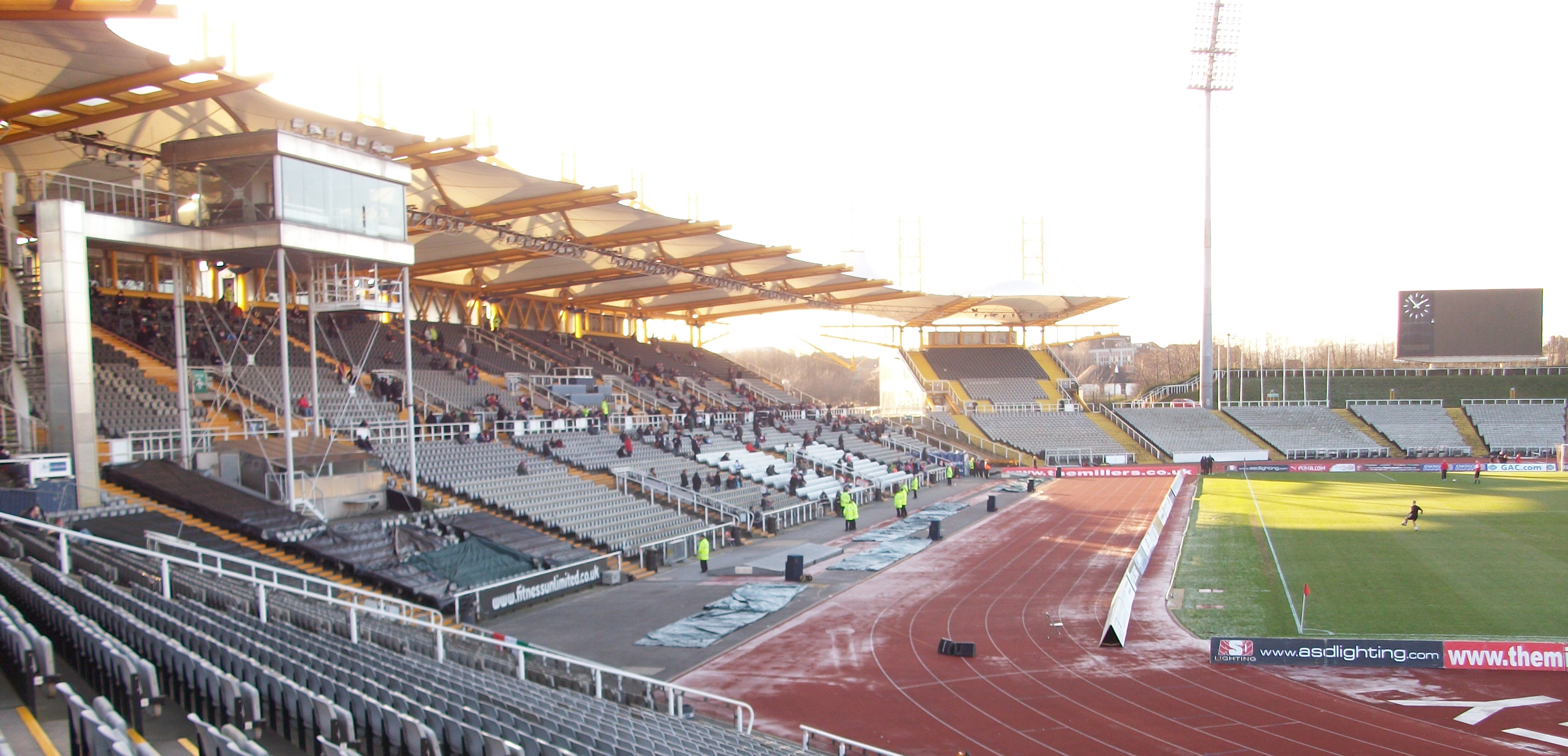
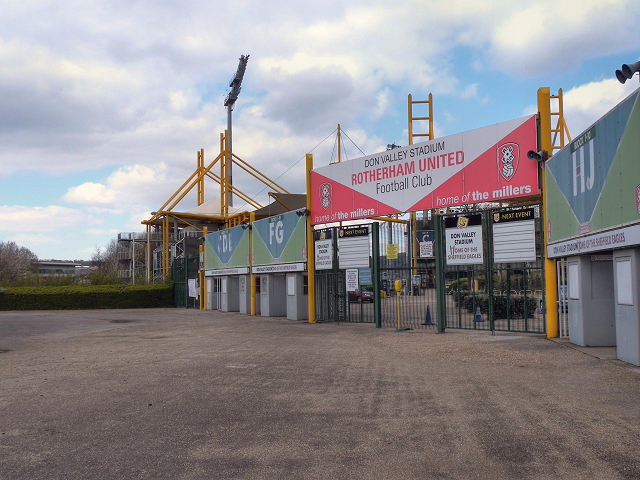